# Rainbeaux Smith
Cheryl Smith, dite Rainbeaux Smith, est une actrice américaine née à Los Angeles le 6 juin 1955 et décédée dans la même ville le 22 octobre 2002.
Elle est connue pour ses rôles dans des films de genre dans les années 1970. Sa carrière semblait prometteuse, mais fut interrompue à cause de sa dépendance à l'héroïne.
Elle a fait partie du groupe les Runaway (le groupe de Joan Jett) et a eu un fils nommé Justin avec un membre du groupe rock The Animals.
Elle accumulera cures de désintoxication et séjours en prison où elle devient tatoueuse pour ses codétenus. Elle est décédée dans un foyer pour sans-abris de complications à la suite d'une hépatite B.

## Filmographie
- 1971 : Evel Knievel : La fille vendant un ticket au rodéo (non créditée)
- 1973 : Lemora : Lila Lee
- 1974 : Cinq Femmes à abattre (Caged Heat) : Lavelle
- 1974 : The Swinging Cheerleaders : Andrea
- 1974 : Video Vixens! : La fille du 'Twinkle Twat'
- 1974 : Phantom of the Paradise : Une groupie
- 1975 : Adieu ma jolie (Farewell, My Lovely) : Doris
- 1976 : Revenge of the Cheerleaders : Heather
- 1976 : Lâche-moi les baskets (The Pom Pom Girls) : Roxanne
- 1976 : L'Enfer des mandingos (Drum) : Sophie Maxwell
- 1976 : Les baskets se déchaînent (Massacre at Central High) : Mary
- 1976 : Plaisirs sexuels au pensionnat (Slumber Party '57) : Sherry
- 1977 : Cinderella : Cinderella
- 1977 : Bande de flics (The Choirboys) : Tammy
- 1977 : Le Monstre qui vient de l'espace (The Incredible Melting Man) : Le modèle
- 1977 : Fantasm comes again : Carol (segment "Double Feature")
- 1978 : Rayon laser : Kathy Farley
- 1978 : Faut trouver le joint (Up in Smoke) : La fille qui rit
- 1980 : Melvin et Howard (Melvin and Howard) : La patiente Ronnie
- 1981 : Nice Dreams : Blondie
- 1982 : La Descente aux enfers (Vice Squad) : La prostituée blanche
- 1982 : Parasite : La fille captive
- 1982 : Les cadavres ne portent pas de costard (Dead Men Don't Wear Plaid) : Veronica Lake (non créditée)
- 1983 : Independence Day : Ginny